# 郭以述
郭以述（1922年—），原名润生，男，江西上饶人，中国电子元件和电子标准化专家，曾任电子工业部基础产品发展研究中心教授级高级工程师。